# Catharsius polynices
Catharsius polynices är en skalbaggsart som beskrevs av Hermann Julius Kolbe 1893. Catharsius polynices ingår i släktet Catharsius och familjen bladhorningar. Inga underarter finns listade.